# 高野瞳
高野 瞳（たかの ひとみ、1992年9月8日 - ）は、日本のタレント、ファッションモデル。大阪府出身。キリンプロ所属。以前はタンバリンアーティスツに所属していた。2015年、台湾の国立台湾師範大学を卒業。

## 来歴・人物
2004年、ローティーン向けファッション雑誌『ピチレモン』（学研）の第11回読者モデルオーディションで準グランプリを獲得、専属モデル（ピチモ）になった。2004年10月号で初登場、2006年7月号で卒業。ファッションを中心に活動した。

## 出演

### 雑誌
- ピチレモン（学研、2004年10月号 - 2006年7月号）専属モデル

### CM
- 朝日放送新社屋移転（2008年）

### スチール
- トロピカルミンツ（2003年）
- パーソンガール（2004年）
- 近鉄百貨店阿倍野本店 MIX'Sジュースモデル（2004年）